# Архив внешней политики Российской империи
Архив внешней политики Российской Империи МИД РФ (сокр. АВПРИ) — хранилище документов внешней политики Российской империи. 

## История
Пётр I 28 февраля (10 марта) 1720 года указал о «Генеральный регламент государственных коллегий». Одна из глав повествовала об собрании всех документов Российской империи, кроме финансовых. Они должны были быть помещены в Коллегии иностранных дел. Это считается началом образования Московского и Санкт-Петербургского архива Коллегии. Московский архив Коллегии иностранных дел (МАКИД) включал в себя документы, срок которых уже закончен, Посольского приказа, часть Московского великокняжеского и царского архивов XIV—XVI века, о дипломатических связях русского государства в период XV — начала XVIII века, а также библиотека, в которой находились книги авторов русских и западноевропейских.
Архив в Санкт-Петербурге (ПКИД) имел документы с активным сроком и дипломатическая переписка, срок которых составил три года.
В 1720 году в КИДе создана инструкция для архивариуса «О разборке и описании дел архивов Коллегии». Первым стал переводчик А. Д. Пойчанов. Он должен был навести порядок сначала в КИДе, потом в МАКИДе, где все документы должны были переплетены в книги:
Тамо обретающиеся в Посольском приказе государственные и прочие старинные дела, взяв ведомость, что по прежним указам там разобрано, разобрать и учинить оным обстоятельное описание по государствам и регистрам с нумерами.
Кроме того в инструкции указывался адрес ПКИДа: на Васильевском острове, в доме «Двенадцати коллегий»:
И занять на архив канцелярии Коллегии иностранных дел исподние палаты и в них один стол с сукном, а прочие - простые, и сделать шафы, столы и скамей и что потребно будет и дать двух сторожей для хранения. И которые подъячие к делам архива определены будут, оных к другим делам не иметь, а быть им при том деле безотлучно.
Также определено и географическое расположение МАКИДа. В первой половине XVIII века он находил в здании Приказов в Кремле, после переехал на Ростовское подворье. Затем — до 1870-х годов в палаты Е. Украинцева на по адресу: Хохловский переулок, дом 7.
Все документы, срок которых закончился, из КИДа перевозились в МАКИД. Штат МАКИДа состоял из шести людей, в большинстве переводчики, так как документы имелись на разных языках. Также в коллегии говорилось:
К архиву нужно определить чиновников из Московской конторы Коллегии, также и из посторонних, сколько необходимо надобно набрать способных и надежных людей, пересмотр, разбор и порядочное описание дел в архиве довольно времени требует, то, вероятно, только надобно старание иметь, чтоб не проходило время напрасно

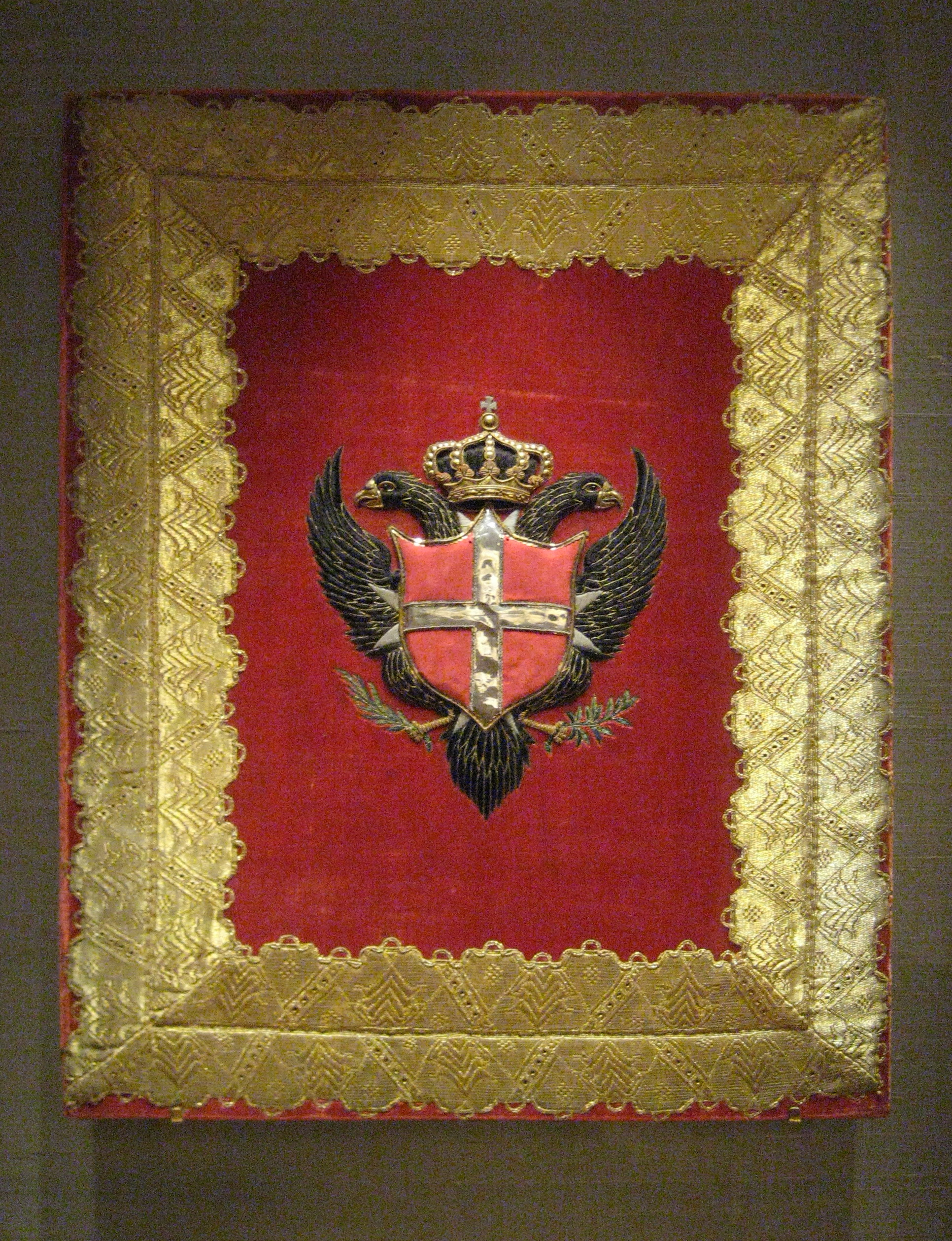
Прокламация, поданная от имени Совета Мальтийского ордена Джулио Литтой о провозглашении императора Павла Великим магистром ордена св. Иоанна Иерусалимского. 27 октября 1798. Архив внешней политики Российской империи.

С 1740 года по 1760 год глава МАКИДа — М. Г. Собакин. Он провёл активный разбор и опись документов, вследствие чего архив стал до 1825-х историко-культурным центром города. Также МАКИД был первым архивом в России, кто начал публиковать документы. В 1770-е годы здесь работал Н. И. Новиков. В 1811 году Н. П. Румянцев, министр иностранных дел России, поспособствовал, чтобы здесь образовалась Комиссия печатания государственных грамот и договоров, где печатались дипломатические бумаги гос. важности. За XIX век комиссия выпустила 5 томов, где находились государственные грамоты и договоры. После работы в МАКИДе была возможность уехать в другие страны для получения образования.
10 апреля 1832 года, согласно указу, архив МИДа России разделился на три части: два находились в Санкт-Петербурге, другой в Москве. В Московском главном архиве МИД (МГАМИД) находились документы с 1256 года по 1801 год.
В 1870 году МИД получил помещение Московского горного правления на Воздвиженке. Затем здание перестроено и 1875 году здесь размещён Московский Главный архив МИД.
3 июля 1914 года принят закон о Министерстве иностранных дел, где утверждены функции архивов. Согласно которому, в главном архиве в Санкт Петербурге стали храниться документы с 1801 года по 1832 года и МИДа, а в Московском главном архиве должны были быть документы с 1256 года по 1801 год. До 1917 года здесь делали справки для МИДа России. В 1916 году в МГАМИДе работал 110 исследователей.
В сентябре 1917 года Временное правительство разделило из архива в Петрограде документы на три пути: в МГАМИД, в Кирилло-Белозёрский монастырь в городе Кириллов, другая осталось в городе. В 1921 году документы из Кирилло-Белозёрского монастыря перевезены в архив в Москву, а в 1922 году из Петрограда. Таким образом, архивы МИДа собраны в Москве.
С 1920 года до 1925 года архивы находились под контролем Госархива РСФСР, затем — Древлехранилища. В 1933 году архив поделён на два обособленных архива.
С 1941 года Центральному государственному архиву древних актов и происходит объединение[уточнить]. Архив эвакуирован в Самару.
С 1992 года Российскому государственному архив древних актов[уточнить]. Впоследствии стал называться Архив внешней политики Российской империи.
В 2015 году прошла реконструкция. Реконструкция завершена в сентябре 2016 г. В церемонии открытия нового здания принимал участие министр иностранных дел РФ С.В. Лавров.
На данный момент в АВПРИ сосредоточено 400 фондов (путеводитель по фондам выпущен ограниченным тиражом в 1996 г.) и коллекций общим объемом около 600.000 единиц хранения (дел), которые представляют собой дипломатические документы, в основном, в подлинниках, в т.ч. доклады на “высочайшее имя”, рескрипты по вопросам внешней политики, инструкции дипломатическим и консульским представителям, их донесения в МИД, отчеты о международных конференциях с участием России, нотная переписка, годовые отчеты МИД и т.д. В Архиве имеются коллекции документальных материалов видных русских дипломатов, государственных и общественных деятелей, военачальников, ученых, писателей, а также коллекция микрофильмов, полученных в рамках международного обмена.

## Публикаторская деятельность
Начало исследованиям архивных материалов положил Указ императрицы Екатерины II от 28 января 1779 г. управляющему архивом академику Г.Ф.Миллеру "учредить собрание всех российских трактатов, конвенций и прочих тому подобных актов".
В 1811 г. по инициативе министра иностранных дел Н.П.Румянцева была создана "Коллегия печатания государственных грамот и договоров". Уже в 1813 году Н.Н.Бантыш-Каменский выпустил первую часть собрания "Обзор внешних сношений России (по 1800 г.)" (всего 4 т.).
В 1861 – 1862 гг. вышли в свет 4 выпуска "Письма русских государей и других особ царского семейства".
С 1867 по 1916 гг. было издано 148 томом "Сборника Русского исторического общества".
С 1874 – 1896 гг. – 15 томов "Собрание трактатов и конвенций, заключенных Россией с иностранными державами" под руководством профессора Ф.Ф.Мартенса.
В декабре 1917 г. были опубликованы "Сборники секретных договоров из архива бывшего Министерства иностранных дел". В 30-х годах было осуществлено издание 20-томной серии "Международные отношения в эпоху империализма, Документы и материалы их архивов царского и Временного правительства 1878 – 1917 гг.".
С 1957 г. по настоящее время издается "Внешняя политика России XIX – начала XX века. Документы российского министерства иностранных дел" (16 томов) и др.
АВПРИ имеет широкие международные связи в области публикаторской деятельности – издание совместных сборников, в проведении двусторонних выставок о дружественных связях с той или иной страной, в обмене копиями исторических документов с зарубежными архивами.

## Известные работники
С 1770 года по 1850-й год здесь работали: Н. И. Новиков, П. Б. Козловский, Д. П. Северин, братья Киреевские, П. М. Строев, К. Ф. Калайдович, М. П. Погодин, Д. В. Веневитинов, А. К. Толстой, декабрист Н. И. Тургенев, Н. П. Огарев, А. Н. Афанасьев.
А. С. Пушкин в мае 1836 года работал в архивах Москвы. С 1831 года по 1837 год в Санкт-Петербурге, в котором искал материалы об Емельяне Пугачёве.
А. И. Кошелёв говорил об архиве:
Архив прослыл сборищем блестящей московской молодёжи, и звание “архивного юноши” сделалось весьма почетным, так, что впоследствии мы даже попали в стихи начинавшего тогда входить в большую славу А.С.Пушкина.

## Доступ в архив
На данный момент доступ в архив могут получить российские и зарубежные исследователи. Российские исследователи обязаны предоставить официальное рекомендательное письмо от направляющей организации (учебного заведения, СМИ и т.д.) с указанием хронологических рамок и темы работы, дополнительно желательно указывать номера тех фондов с которыми исследователю предстоит работать. Что касается зарубежных исследователей, они также обязаны предоставить рекомендательное письмо, но от "известной научной, учебной или общественной организации", при этом при работе в архиве обязательно указывать адрес временной регистрации или проживания в г. Москве. Решение о допуске каждого исследователя принимается в течение месяца, но может быть принято и в более короткие сроки.
Новый читальный зал рассчитан примерно на 15-20 рабочих мест